# Aritmética módulo 2
A aritmética módulo 2 é uma forma de aritmética modular especialmente usada em ciência da computação por ser facilmente implementada dentro de processadores utilizando o sistema binário. Uma característica importante desta forma de aritmética é o fato de não haver propagação de dígitos (carry) entre as casas binárias nas operações aritméticas. Por exemplo, em binário tradicional 012 + 012 = 102, onde há uma propagação do dígito 1 para uma casa à esquerda. Na aritmética módulo 2 temos que 012 + 012 = 002, onde não há propagação do dígito 1.
Ter em conta que, ao longo deste tópico, a nomenclatura "X2" refere-se a um número binário X (i.e. na base 2).

## Representação polinomial
Os números binários usados na aritmética módulo 2 podem ser vistos como sendo polinômios onde cada dígito é um dos coeficientes do polinômio. Assim o número 100102 pode ser representado por {\displaystyle 1x^{4}+0x^{3}+0x^{2}+1x^{1}+0x^{0}}, ou simplesmente {\displaystyle x^{4}+x}. As operações sobre estes coeficientes obedecem a aritmética modular de base 2, onde temos:
{\displaystyle {\begin{cases}0+0{\pmod {2}}&=0\\0+1{\pmod {2}}&=1\\1+0{\pmod {2}}&=1\\1+1{\pmod {2}}&=0\end{cases}}}
Obs: 1 + 1 = 0 (e vai 1 que se soma ao dígito seguinte)
Igualmente, a operação de subtração segue a mesma regra de aritmética modular em relação aos coeficientes dos polinômios:
{\displaystyle {\begin{cases}0-0{\pmod {2}}&=0\\0-1{\pmod {2}}&=1\\1-0{\pmod {2}}&=1\\1-1{\pmod {2}}&=0\end{cases}}}
Obs: 0 - 1 = 1 (e vai 1 que se subtrai ao dígito seguinte)

## Soma e subtração: caso comum
Podemos notar no diagrama supracitado, que as duas operações tem sempre o mesmo resultado equivalente ao da operação lógica de ou exclusivo (ou XOR, da sigla em inglês eXclusive OR). A aritmética módulo 2 pode então ser facilmente calculada através de uma operação de ou-exclusivo realizada bit a bit entre os coeficientes do polinômio, ou seja, dos dígitos binários.
Como exemplo podemos somar o polinômio {\displaystyle x^{4}+x} com outro polinômio {\displaystyle x^{4}+x^{3}+1}. O primeiro passo é a transformação do polinômio em um número binário:
{\displaystyle x^{4}+x=10010_{2}}
e
{\displaystyle x^{4}+x^{3}+1=11001_{2}}
Procedemos então ao ou-exclusivo bit-a-bit (designada também por "soma polinomial em módulo 2"):
{\displaystyle {\begin{alignedat}{2}&(x^{4}+x)+(x^{4}+x^{3}+1)\\=&(1+1)x^{4}+(0+1)x^{3}+(0+0)x^{2}+(0+1)x^{1}+(0+1)x^{0}\\=&(0)x^{4}+(1)x^{3}+(0)x^{2}+(1)x^{1}+(1)x^{0}\\=&x^{3}+x+1\end{alignedat}}}
ou ainda:
{\displaystyle 10010_{2}\oplus 11001_{2}=01011_{2}}

## Divisão
Existem diversas formas realizar a divisão de módulo 2 entre dois números binarios. A melhor maneira é fazer a representação polinomial do Dividendo  D e do Divisor d , e subtrair consequentemente os monómios do polinômio D. Ao Dividendo polinomial D inicial, é concantenado á sua direita tantos monómios quanto o grau do polinômio d .

Exemplo: Dividir 101011 por 11001 

11001 corresponde ao Divisor d(o qual também é designado por polinômio "gerador"), e é representado pelo polinômio de grau 4, 1{\displaystyle x^{4}} + 1{\displaystyle x^{3}} + 0{\displaystyle x^{2}}+ 0{\displaystyle x^{1}} + 1{\displaystyle x^{0}} = {\displaystyle x^{4}+x^{3}+1}
101011 corresponde ao Dividendo inicial D
1010110000 corresponde ao Dividendo inicial D concatenado com tantos bits nulos quanto o grau do polinômio d (Neste caso o grau polinomial é de 4) 
Assim sendo, 1010110000 o qual corresponde ao Dividendo final , será expresso pelo polinômio  
```
1

  

    

      

        

          
x

          

            
9

          

        

      

    

    
{\displaystyle x^{9}}

  

 + 
0

  

    

      

        

          
x

          

            
8

          

        

      

    

    
{\displaystyle x^{8}}

  

 + 
1

  

    

      

        

          
x

          

            
7

          

        

      

    

    
{\displaystyle x^{7}}

  

 + 
0

  

    

      

        

          
x

          

            
6

          

        

      

    

    
{\displaystyle x^{6}}

  

 + 
1

  

    

      

        

          
x

          

            
5

          

        

      

    

    
{\displaystyle x^{5}}

  

 + 
1

  

    

      

        

          
x

          

            
4

          

        

      

    

    
{\displaystyle x^{4}}

  

 + 
0

  

    

      

        

          
x

          

            
3

          

        

      

    

    
{\displaystyle x^{3}}

  

 + 
0

  

    

      

        

          
x

          

            
2

          

        

      

    

    
{\displaystyle x^{2}}

  

 + 
0

  

    

      

        

          
x

          

            
1

          

        

      

    

    
{\displaystyle x^{1}}

  

 + 
0

  

    

      

        

          
x

          

            
0

          

        

        
=

        

          
x

          

            
9

          

        

        
+

        

          
x

          

            
7

          

        

        
+

        

          
x

          

            
5

          

        

        
+

        

          
x

          

            
4

          

        

      

    

    
{\displaystyle x^{0}=x^{9}+x^{7}+x^{5}+x^{4}}

  

```

Procedemos á divisão :
 {\displaystyle x^{9}}__ {\displaystyle x^{7}}__{\displaystyle x^{5}}   {\displaystyle x^{4}} __ __ __ __      |  {\displaystyle x^{4}+x^{3}+1} 
-{\displaystyle x^{9}}{\displaystyle x^{8}}__ __{\displaystyle x^{5}}                            {\displaystyle x^{5}+x^{4}+1}

 0 {\displaystyle x^{8}} {\displaystyle x^{7}}__0
  -{\displaystyle x^{8}} {\displaystyle x^{7}} __0   {\displaystyle x^{4}}

    0  0         {\displaystyle x^{4}}

                  -{\displaystyle x^{4}} {\displaystyle x^{3}}              1

                   0 {\displaystyle x^{3}}               1

RESTO :  {\displaystyle x^{3}}+1 = 1 {\displaystyle x^{3}}+  0{\displaystyle x^{2}}+ 0{\displaystyle x^{1}}+ 1 {\displaystyle x^{0}};  EM BINARIO :  1 0 0 1
QUOCIENTE :  {\displaystyle x^{5}+x^{4}+1} = 1 {\displaystyle x^{5}}+ 1 {\displaystyle x^{4}}+ 0 {\displaystyle x^{3}}+ 0 {\displaystyle x^{2}}+ 0{\displaystyle x^{1}}+ 1 {\displaystyle x^{0}};  EM BINARIO: 1 1 0 0 0 1